# 林为干
林为干（1919年10月20日—2015年1月23日），生于广东台山，中国微波理论专家。

## 生平

### 幼年和少年
1919年生于台山县都斛乡大纲村的一个律师家庭，其父是林德群（一说名本伟），兄弟三人分别取名为栋、为梁、为干。林为干乳名福佑。
小学就读于本乡林家复式初级小学和台城达人小学。小学毕业后前往台山任远中学。初中结束后离开台山，就读广州广雅中学，从此再也未回过台山。求学时数学尤其好，受到石兆棠（日后的广西大学副校长、广西壮族自治区副主席）的赞誉和鼓励。1935年，以本乡状元考入清华大学电机系，同时在中央大学入学考试中以数学满分取得第一名，也获得了中山大学的录取信、在毕业越野跑中取得第一。林坐轮船自广州经过香港、上海到达天津，换乘火车入北平。
1937年8月，日军攻陷北平，在广东过暑假的林乘火车往长沙就读暂借长沙韭菜园圣经学校的长沙临时联合大学。
1938年冬，林自广东返校，经过香港、越南入昆明。
1939年，年仅20岁毕业于西迁昆明的西南联大（清华大学并入）取得工学学士。本考入清华研究院电子工程学部电讯组任之恭教授准备攻读硕士，但因为战争无法与父亲联系，失去经济支持后被迫选择成为交通部电政局电话技术员。據同窗回憶，當時是全班最年少者，愛好籃球，學習不甚刻苦。
抗战期间在云南保山等地检修电话线路确保战时通讯。任电政局技术员时亦晚上自修。
1943年，结识昆明邮电局会计、江苏人邓蓉芬，经常约打篮球、排球，不久结婚。
同年，林为干的二哥林为梁（化名林基路）在新疆从事革命颠覆活动时，同毛泽民一同被杀。
1944年4月，儿子林诒玉（部分文献误作林诘玉）出生。

### 留学美国和返回
1945年9月，因抗战胜利，考取美国租借法案出资、交通部名下公费出国学习一年的机会，告别妻儿赴美，途径印度到达北卡罗莱纳州立大学。获得全A成绩毕业后，林等人入加拿大蒙特利尔的北方贝尔实验室（Bell Laboratory，Northern Telecom）实习一年，每月由国府资助100美金。在科罗拉多Boulder获得了硕士学位。实习结束后，林决定自费继续读博，考取了加州大学伯克利分校，并在一学期后以全系第一成绩得以免交奖学金，其余生活费由做助教、讲师补贴，其在美国移民的三叔林德康先期资助了500美金。师从J. R. Whinnery教授，学习1930年代开始飞速发展的微波技术。期间其妻子于1945年中转入重庆邮电所、再于1946年转去南京后在1949年入广州。共军攻广州前夕，其儿子被送回台山老家。
1951年6月，获美国加州大学伯克利分校博士学位，论文《关于一腔多模的微波滤波器理论》，期间发表了同内容文章在1951年8月《Journal of Applied Physics》首页，提出圆柱谐振器可以有两个简并模式存在，题目是A Single Cavity Microwave Filter Excited in More Than One (up to five) Mode，后来该理论被应用于卫星通信。
学成后，听闻钱学森被软禁、及华罗庚、李四光、邓稼先回国的消息，组织联系其他10名留学生一起同船返回中国。在香港因证件问题不能登陆，在急电广东省后被广东派船在公海接驳返回。期间林为干在香港见到了其大哥林为栋。林为栋因曾任国民政府防城县县长而无法返回大陆。

### 任教和研究
1951年8月底，应冯秉铨之邀请，进入岭南大学电机工程系任主任，中山大学兼课。
1952年，院系调整，调入华南工学院任电讯系主任。1956年从文明路原中山大学旧校区大院内的北轩4号搬到华工石牌九一八路18号。邻居是冯秉铨和卢文，卢文教授指导了林诒玉的数学，使得他最终考上成都电讯工程学院。
1957年，为建设三线，华工电机系全系搬迁成都组建成都电讯工程学院。
1963年，与助手钟祥礼在《物理学报》发表《传输线特性阻抗的一个新计算方法》，后被人称为“林-钟方法”。
文革期间，被下放到成都电讯工程学院五七干校（米易县湾丘村）、被关进牛棚。因国外经历被重点改造，但因性情随和，只被一直审查，未被红卫兵殴打。申请使用被扣发工资购买外文学术期刊意外获准，林期间保持学习。

### 文革之后
1973年，邓小平重新主持工作，并开始整顿全国生产，林为干从干校回到了学校，很快就投入到了教学研究工作中。他到北京768厂、北京航空学院（现北京航空航天大学）等单位讲课，指导科研教学，并解决了很多从解放军研究所来的技术人员的疑难问题。某部队研究所带来了从被击落的美制U-2型高空侦察机得来的微波滤波器，他们怎么也仿制不出来。林为干看了他们的东西后，结合他长期以来的研究经验和最新发表的论文，指出滤波器的调谐螺丝的分布是按余弦规律的。部队根据林的指导很快就完成了仿制工作。
1976年，应美国电子学会邀请访美，促使林在回国后主导了激光传输理论的研究。
1979年，访问伯克利，会见导师。
1978-1984年，林整理文革期间研究，先后发表《微波网络》、《微波理论和技术》、《电磁场工程》、《电磁场理论》4书共380余万字。
1980年当选为中国科学院院士（学部委员）。
1980和1981年，赴伯克利讲学EE117、EE217。
1989年退休。
1995年12月，在《Journal of Electrostatic》发表《一个介质球的静电镜像群（The electrostatic images of a dielectric sphere）》。
年過60還堅持每日長跑鍛煉。中美建交后，多次在美國獲獎、被授予荣誉文学博士学位。
2012年初因感冒引发肺部感染。2015年1月23日因病去世。

## 家庭
妻子：邓蓉芬
- 儿子林诒玉，成都电讯工程学院毕业，加拿大University of Manitoba博士，师从Lot. Shafai教授。父子二人一起参加1989年IEEE微波技术和天线年会。现居加拿大温尼伯市[3]